# Bałakłeja
Bałakłeja (ukr. Балаклея) – wieś na Ukrainie, w obwodzie czerkaskim, w rejonie czerkaskim, siedziba hromady. W 2001 liczyła 4544 mieszkańców, spośród których 4383 wskazało jako ojczysty język ukraiński, 146 rosyjski, 3 białoruski, 1 ormiański, 1 niemiecki, a 10 inny.

## Urodzeni
- Iwan Połtaweć-Ostrianycia
- Igor Mazurenko